# Novalja
Novalja este un oraș în cantonul Lika-Senj, Croația, având o populație de 3.663 de locuitori (2011).

## Demografie
Componența etnică a orașului Novalja
     Croați (96,18%)
     Albanezi (1,12%)
     Necunoscut (0,11%)
     Neclasificat (2,18%)
Componența confesională a orașului Novalja
     Catolici (94,19%)
     Musulmani (1,83%)
     Fără religie și atei (1,28%)
     Necunoscută (1,39%)
     Alte religii (1,31%)
Conform recensământului din 2011, orașul Novalja avea 3.663 de locuitori. Din punct de vedere etnic, majoritatea locuitorilor (96,18%) erau croați, cu o minoritate de albanezi (1,12%). Apartenența etnică nu este cunoscută în cazul a 0,11% din locuitori. Din punct de vedere confesional, majoritatea locuitorilor (94,19%) erau catolici, existând și minorități de musulmani (1,83%) și persoane fără religie și atei (1,28%). Pentru 1,39% din locuitori nu este cunoscută apartenența confesională.